# Goswin von Eikel
Goswin von Eikel (* im 14. Jahrhundert; † 18. Juli 1454 in Varlar) war Domherr in Münster.

## Leben
Goswin von Eikel war der Sohn des Henneke von Eickel auf der Horst und dessen Gemahlin Christina Overhus. Am 26. August 1417 erhielt er durch den Zuspruch des Papstes Martin V. die durch den Tod des Domherrn Bernhard Swartewolt frei gewordene Dompräbende. Als Domherr zu Münster findet Goswin mehrere Male urkundliche Erwähnung. Am 18. Juli 1454 war er an der Schlacht von Varlar beteiligt und verlor hier sein Leben für die moersische Partei, die in dem Kampf gegen Johann von Hoya siegreich war.